# Joan Matheu i Sabater
Joan Matheu i Sabater fou un polític català del segle xix, alcalde de Tarragona i diputat a les Corts Espanyoles durant la restauració borbònica
Membre del Partit Liberal Fou alcalde de Tarragona de setembre de 1889 a juliol de 1890. Després fou elegit diputat pel districte del Vendrell a les eleccions generals espanyoles de 1898 i 1901